# マイラーズカップ
マイラーズカップは、日本中央競馬会（JRA）が京都競馬場で施行する中央競馬の重賞競走（GII）である。競馬番組表での名称は「読売マイラーズカップ（よみうりマイラーズカップ）」と表記している。
寄贈賞を提供する読売新聞社は、東京・大阪・福岡に本社を置く新聞社。
正賞は読売新聞社賞。

## 概要
マイル路線の拡充、および短距離適性馬にも活躍の場を設けることを目的として、1970年に創設された5歳（現4歳）以上の馬による重賞競走。安田記念の前哨戦として位置づけられているほか、ヴィクトリアマイルの前哨戦としての側面も併せ持ち、春の短距離路線を歩む馬にとって重要な競走とされている。2014年から1着馬に安田記念の優先出走権が与えられている。
創設から2011年までは主に阪神競馬場で行われていたが、2012年より開催時期を1週繰り下げ、京都競馬場での施行に変更された。競走名は1974年に「読売杯マイラーズカップ（よみうりはいマイラーズカップ）」に変更された後、1980年より現名称となった。
外国産馬は1989年から、地方競馬所属馬は2000年からそれぞれ出走可能になり、2004年からは外国馬も出走可能な国際競走となった。

### 競走条件
以下の内容は、2025年現在のもの。
出走資格：サラ系4歳以上
- JRA所属馬
- 地方競馬所属馬（後述）
- 外国調教馬（優先出走）

負担重量：別定
- 57kg、牝馬2kg減
  - 2024年4月20日以降のGI競走（牝馬限定競走を除く）1着馬2kg増、牝馬限定GI競走またはGII競走（牝馬限定競走を除く）1着馬1kg増
  - 2024年4月19日以前のGI競走（牝馬限定競走を除く）1着馬1kg増（2歳時の成績を除く）

安田記念のステップ競走に指定されており、地方競馬所属馬は安田記念の出走候補馬（3頭まで）に出走資格が与えられている。また、地方競馬所属馬は本競走で2着以内の成績を収めた馬に、安田記念の優先出走権が与えられる。

### 賞金
2025年の1着賞金は5900万円で、以下2着2400万円、3着1500万円、4着890万円、5着590万円。

## 歴史
- 1970年 - 5歳以上の馬による重賞競走として新設、阪神競馬場の芝1600mで施行[6]。
- 1974年 - 名称を「読売杯マイラーズカップ」に変更[2]。
- 1980年 - 名称を「読売マイラーズカップ」に変更[2]。
- 1984年 - グレード制施行によりGII[注 1]に格付け。
- 1989年 - 混合競走に指定、外国産馬が出走可能になる[2]。
- 2000年 - 指定交流競走となり、地方競馬所属馬が2頭まで出走可能となる[2]。
- 2001年 - 馬齢表示の国際基準への変更に伴い、出走条件を「4歳以上」に変更[2]。
- 2004年 - 国際競走に変更され、外国調教馬が5頭まで出走可能となる[2][9]。
- 2005年 - 外国調教馬の出走枠が9頭に拡大[2][10]。
- 2014年 - この年から1着馬に安田記念の優先出走権を付与[6]。
- 2020年 - COVID-19の感染拡大防止のため「無観客競馬」として実施[11]（2021年も同様[12]）。
- 2021年 - 京都競馬場の整備工事に伴い、阪神競馬場で施行（2022年も同様）[13]。
- 2023年 - JRAの競走では初めてとなる競走馬トラッキングシステムの運用を実施[14]。

### 歴代優勝馬
コース種別を表記していない距離は、芝コースを表す。
優勝馬の馬齢は、2000年以前も現行表記に揃えている。

競走名は第5回から第10回まで「読売杯マイラーズカップ」、第11回以降は「読売マイラーズカップ」。
| 回数   | 施行日        | 競馬場 | 距離  | 優勝馬             | 性齢 | タイム | 優勝騎手     | 管理調教師 | 馬主                                 |
| ------ | ------------- | ------ | ----- | ------------------ | ---- | ------ | ------------ | ---------- | ------------------------------------ |
| 第1回  | 1970年4月12日 | 阪神   | 1600m | トウメイ           | 牝4  | 1:39.6 | 簗田善則     | 坂田正行   | 近藤克夫                             |
| 第2回  | 1971年4月11日 | 阪神   | 1600m | トウメイ           | 牝5  | 1:36.1 | 清水英次     | 坂田正行   | 近藤克夫                             |
| 第3回  | 1972年4月29日 | 京都   | 1600m | ロングワン         | 牡4  | 1:36.1 | 武邦彦       | 松田由太郎 | 中井長一                             |
| 第4回  | 1973年4月15日 | 阪神   | 1600m | タイテエム         | 牡4  | 1:39.9 | 須貝彦三     | 橋田俊三   | （有）名鯛興業                       |
| 第5回  | 1974年5月4日  | 京都   | 1600m | マチカネハチロー   | 牡4  | 1:35.9 | 福永洋一     | 清田十一   | 東豊産業（株）                       |
| 第6回  | 1975年4月13日 | 阪神   | 1600m | キタノカチドキ     | 牡4  | 1:36.1 | 田島信行     | 服部正利   | 初田豊                               |
| 第7回  | 1976年4月10日 | 阪神   | 1600m | シルバーランド     | 牡6  | 1:35.5 | 高橋成忠     | 佐藤勇     | 冨士田竹三                           |
| 第8回  | 1977年4月9日  | 阪神   | 1600m | ゴールドイーグル   | 牡7  | 1:36.4 | 内田国夫     | 伊藤雄二   | 石坂達也                             |
| 第9回  | 1978年4月8日  | 阪神   | 1600m | インターグロリア   | 牝4  | 1:35.2 | 福永洋一     | 柳田次男   | 松岡正雄                             |
| 第10回 | 1979年4月7日  | 阪神   | 1600m | バンブトンコート   | 牡4  | 1:36.0 | 伊藤清章     | 伊藤修司   | 樋口正蔵                             |
| 第11回 | 1980年4月5日  | 阪神   | 1600m | ニチドウアラシ     | 牡4  | 1:34.9 | 村本善之     | 坂田正行   | 山田敏夫                             |
| 第12回 | 1981年3月8日  | 阪神   | 1600m | カツラノハイセイコ | 牡5  | 1:37.5 | 河内洋       | 庄野穂積   | 桂土地（株）                         |
| 第13回 | 1982年3月14日 | 阪神   | 1600m | カズシゲ           | 牡5  | 1:34.7 | 出口隆義     | 須貝彦三   | 萩英男                               |
| 第14回 | 1983年3月13日 | 阪神   | 1600m | ロングヒエン       | 牡4  | 1:37.4 | 河内洋       | 小林稔     | 中井長一                             |
| 第15回 | 1984年2月26日 | 阪神   | 1600m | ローラーキング     | 牡6  | 1:37.2 | 丸山勝秀     | 中村好夫   | （株）ホースメン                     |
| 第16回 | 1985年2月24日 | 阪神   | 1600m | ニホンピロウイナー | 牡5  | 1:34.4 | 河内洋       | 服部正利   | 小林百太郎                           |
| 第17回 | 1986年2月23日 | 阪神   | 1600m | ロングハヤブサ     | 牡5  | 1:36.1 | 南井克巳     | 小林稔     | 中井長一                             |
| 第18回 | 1987年3月1日  | 阪神   | 1600m | コンサートマスター | 牡5  | 1:35.0 | 松本達也     | 中尾正     | 廣嶋誠二                             |
| 第19回 | 1988年2月28日 | 阪神   | 1600m | ミスターボーイ     | 牡6  | 1:34.6 | 村本善之     | 中尾正     | 小原巖                               |
| 第20回 | 1989年2月26日 | 阪神   | 1600m | ミスティックスター | 牡6  | 1:36.3 | 山田和広     | 坪正直     | 山本衛                               |
| 第21回 | 1990年2月25日 | 阪神   | 1600m | メジロワース       | 牡5  | 1:36.6 | 松永幹夫     | 浅見国一   | （有）メジロ牧場                     |
| 第22回 | 1991年2月24日 | 中京   | 1700m | ダイタクヘリオス   | 牡4  | 1:41.2 | 武豊         | 梅田康雄   | 中村雅一                             |
| 第23回 | 1992年3月1日  | 阪神   | 1600m | ダイタクヘリオス   | 牡5  | 1:36.2 | 岸滋彦       | 梅田康雄   | 中村雅一                             |
| 第24回 | 1993年2月28日 | 阪神   | 1600m | ニシノフラワー     | 牝4  | 1:36.4 | 河内洋       | 松田正弘   | 西山正行                             |
| 第25回 | 1994年3月6日  | 中京   | 1700m | ノースフライト     | 牝4  | 1:40.6 | 武豊         | 加藤敬二   | （有）大北牧場                       |
| 第26回 | 1995年3月5日  | 京都   | 1600m | ビッグショウリ     | 牡4  | 1:35.4 | 塩村克己     | 中尾正     | （有）ビッグ                         |
| 第27回 | 1996年3月3日  | 阪神   | 1600m | ニホンピロプリンス | 牡7  | 1:33.5 | 小林徹弥     | 目野哲也   | 小林百太郎                           |
| 第28回 | 1997年3月2日  | 阪神   | 1600m | オースミタイクーン | 牡6  | 1:35.0 | 武幸四郎     | 武邦彦     | 山路秀則                             |
| 第29回 | 1998年3月8日  | 阪神   | 1600m | ビッグサンデー     | 牡4  | 1:33.9 | 蛯名正義     | 中尾正     | （有）ビッグ                         |
| 第30回 | 1999年3月7日  | 阪神   | 1600m | エガオヲミセテ     | 牝4  | 1:35.6 | 河内洋       | 音無秀孝   | 小田切有一                           |
| 第31回 | 2000年4月15日 | 阪神   | 1600m | マイネルマックス   | 牡6  | 1:34.3 | 佐藤哲三     | 中村均     | （株）サラブレッドクラブ・ラフィアン |
| 第32回 | 2001年4月14日 | 阪神   | 1600m | ジョウテンブレーヴ | 牡4  | 1:32.8 | 蛯名正義     | 相沢郁     | 田邉久男                             |
| 第33回 | 2002年4月13日 | 阪神   | 1600m | ミレニアムバイオ   | 牡4  | 1:32.6 | 柴田善臣     | 領家政蔵   | バイオ（株）                         |
| 第34回 | 2003年4月19日 | 阪神   | 1600m | ローエングリン     | 牡4  | 1:31.9 | 後藤浩輝     | 伊藤正徳   | （有）社台レースホース               |
| 第35回 | 2004年4月17日 | 阪神   | 1600m | マイソールサウンド | 牡5  | 1:32.9 | 本田優       | 西浦勝一   | 佐野清                               |
| 第36回 | 2005年4月16日 | 阪神   | 1600m | ローエングリン     | 牡6  | 1:33.5 | 横山典弘     | 伊藤正徳   | （有）社台レースホース               |
| 第37回 | 2006年4月15日 | 阪神   | 1600m | ダイワメジャー     | 牡5  | 1:36.2 | 安藤勝己     | 上原博之   | 大城敬三                             |
| 第38回 | 2007年4月14日 | 阪神   | 1600m | コンゴウリキシオー | 牡5  | 1:32.2 | 藤田伸二     | 山内研二   | 金岡久夫                             |
| 第39回 | 2008年4月19日 | 阪神   | 1600m | カンパニー         | 牡7  | 1:33.6 | 横山典弘     | 音無秀孝   | 近藤英子                             |
| 第40回 | 2009年4月18日 | 阪神   | 1600m | スーパーホーネット | 牡6  | 1:33.9 | 藤岡佑介     | 矢作芳人   | 田島政光                             |
| 第41回 | 2010年4月17日 | 阪神   | 1600m | リーチザクラウン   | 牡4  | 1:32.9 | 安藤勝己     | 橋口弘次郎 | 臼田浩義                             |
| 第42回 | 2011年4月17日 | 阪神   | 1600m | シルポート         | 牡6  | 1:32.3 | 小牧太       | 西園正都   | 百万武夫                             |
| 第43回 | 2012年4月22日 | 京都   | 1600m | シルポート         | 牡7  | 1:33.2 | 小牧太       | 西園正都   | 河崎五市                             |
| 第44回 | 2013年4月21日 | 京都   | 1600m | グランプリボス     | 牡5  | 1:32.6 | 浜中俊       | 矢作芳人   | （株）グランプリ                     |
| 第45回 | 2014年4月27日 | 京都   | 1600m | ワールドエース     | 牡5  | 1:31.4 | A.シュタルケ | 池江泰寿   | （有）サンデーレーシング             |
| 第46回 | 2015年4月26日 | 京都   | 1600m | レッドアリオン     | 牡5  | 1:32.6 | 川須栄彦     | 橋口弘次郎 | （株）東京ホースレーシング           |
| 第47回 | 2016年4月24日 | 京都   | 1600m | クルーガー         | 牡4  | 1:32.6 | 松山弘平     | 高野友和   | （有）キャロットファーム             |
| 第48回 | 2017年4月23日 | 京都   | 1600m | イスラボニータ     | 牡6  | 1:32.2 | C.ルメール   | 栗田博憲   | （有）社台レースホース               |
| 第49回 | 2018年4月22日 | 京都   | 1600m | サングレーザー     | 牡4  | 1:31.3 | 福永祐一     | 浅見秀一   | （株）G1レーシング                   |
| 第50回 | 2019年4月21日 | 京都   | 1600m | ダノンプレミアム   | 牡4  | 1:32.6 | 川田将雅     | 中内田充正 | （株）ダノックス                     |
| 第51回 | 2020年4月26日 | 京都   | 1600m | インディチャンプ   | 牡5  | 1:32.4 | 福永祐一     | 音無秀孝   | （有）シルクレーシング               |
| 第52回 | 2021年4月25日 | 阪神   | 1600m | ケイデンスコール   | 牡5  | 1:31.4 | 古川吉洋     | 安田隆行   | （有）サンデーレーシング             |
| 第53回 | 2022年4月24日 | 阪神   | 1600m | ソウルラッシュ     | 牡4  | 1:33.3 | 浜中俊       | 池江泰寿   | 石川達絵                             |
| 第54回 | 2023年4月23日 | 京都   | 1600m | シュネルマイスター | 牡5  | 1:31.5 | C.ルメール   | 手塚貴久   | （有）サンデーレーシング             |
| 第55回 | 2024年4月21日 | 京都   | 1600m | ソウルラッシュ     | 牡6  | 1:32.5 | 団野大成     | 池江泰寿   | 石川達絵                             |
| 第56回 | 2025年4月27日 | 京都   | 1600m | ロングラン         | 騸7  | 1:31.7 | 岩田康誠     | 和田勇介   | 梅澤明                               |